# Щит і меч
Щит і меч (рос. Щит и меч) — радянський чотирисерійний художній фільм про II Світову війну, знятий в 1968 році за однойменним романом Вадима Кожевникова режисером Володимиром Басовим.
Фільм вийшов в прокат в УРСР у 1968 році з українським дубляжем від Кіностудії Довженка. Станом на 2020 український дубляж фільму досі не знайдено та не відновлено.

## Сюжет
Радянський розвідник Олександр Бєлов, який виїхав в 1940 році в Німеччину з Риги під ім'ям німця-репатріанта Йогана Вайса разом зі своїм другом Генріхом Шварцкопфом, до 1944 року досяг міцного положення в Абвер, а потім був переведений до Берліна, в службу СД, де дослужився до чину гауптштурмфюрера СС. За родом служби офіцер для особливих доручень Вайс отримав доступ до найцінніших відомостями стратегічної важливості.

## Знімальна група
- Режисер — Володимир Басов
- Сценарист — Вадим Кожевников
- Оператор — Тимофій Лебешєв
- Композитор — Веніамін Баснер
- Художники — Олексій Пархоменко